# Proailurus lemanensis
Il proailuro (Proailurus lemanensis, Henri Filhol 1979) è un mammifero carnivoro estinto appartenente ai felidi. Visse nell'Oligocene superiore e nel Miocene inferiore (30 – 22 milioni di anni fa). I suoi resti fossili sono stati ritrovati in Europa e in Asia. 

## Descrizione
Questo animale possedeva un corpo piuttosto allungato ed era molto simile a un odierno gatto domestico, soltanto di dimensioni leggermente maggiori. La coda era più lunga, così come il cranio e gli occhi, mentre i denti e gli artigli dovevano essere più aguzzi. In generale, le proporzioni corporee lo rendevano simile a una genetta attuale. La forma del cranio era ancora molto simile a quella dei carnivori primitivi, anche se il muso era già raccorciato e simile a quello di un gatto; la dentatura, invece, non aveva ancora subito la drastica riduzione di molari e premolari tipica dei felidi attuali. È probabile che questo animale, come gli attuali viverridi, fosse parzialmente arboricolo. 

## Classificazione
Secondo la gran parte degli studiosi, il proailuro può essere considerato uno dei felidi più primitivi finora scoperti, e potrebbe essere stato molto simile all'antenato di Pseudaelurus, una forma del Miocene dalla quale potrebbero essere derivate le maggiori linee evolutive dei felidi (come le tigri dai denti a sciabola, i panterini e i felini). La filogenia dei felidi, tuttavia, non è ancora adeguatamente conosciuta.
Altri studi riguardanti la posizione filogenetica dei carnivori (Wesley-Hunt & Flynn, 2005) pongono Proailurus al di fuori della famiglia dei felidi: secondo questa classificazione, Proailurus sarebbe un membro primitivo dei feliformi, il gruppo che comprende anche gli erpestidi, i viverridi, gli ienidi e i felidi.